# Emittentenbestimmte Meldeschwellen
In einigen Ländern ermöglichen die Gesetze zur Wertpapieraufsicht, dem Emittenten zusätzliche Meldeschwellen für die Veröffentlichung von bedeutenden Stimmrechtsanteilen in ihrer Satzung festzulegen.

## Überblick
Markttransparenzvorschriften schreiben die Meldungs- und Veröffentlichungspflichten von bedeutenden Stimmrechtsanteilen vor. Über- oder unterschreitet ein Anleger die gesetzlich vorgegebenen Schwellenwerte, ist er verpflichtet, diese Beteiligung offenzulegen. Die Meldepflicht besteht gegenüber der zuständigen Finanzmarktaufsicht sowie dem Emittenten. Die gesetzlich vorgeschriebenen Schwellenwerte können sich in den einzelnen Ländern unterscheiden. Dennoch sind die gesetzlich vorgeschriebenen Schwellenwerte für Beteiligungen bei allen Emittenten des Landes stets die gleichen.
Doch erlauben einige Länder in ihren Markttransparenzvorschriften zusätzliche vom Emittenten bestimmte Meldeschwellen. Diese Schwellen sind zusätzlich zu den gesetzlich vorgegebenen Schwellenwerten. Relevant für den Anleger ist, dass diese zusätzlichen Meldeschwellen niedriger als die gesetzlichen Meldeschwellen sein können. Solche zusätzliche vom Emittenten bestimmte Meldeschwellen werden in der Satzung des Emittenten festgelegt.
Laut der Europäischen Wertpapier- und Marktaufsichtsbehörde (ESMA) erlauben Markttransparenzvorschriften in Österreich, Belgien, Frankreich und Italien, dem Emittenten in seiner Satzung zusätzliche Meldeschwellen festzulegen. Folgende Emittenten haben zum Beispiel zusätzliche Meldeschwellen in ihren Satzungen festgelegt: Accor S.A. 0,5 % und eine Vielzahl von 0,5 %, Befimmo S.C.A. 3 %, Eutelsat Communications S.A. 1 % und eine Vielzahl von 1 %, l’Oreal S.A. 1 % und eine Vielzahl von 1 % bis zu 5 %, Sion Industries N.V. 3 % und Total S.A. 1 % und eine Vielzahl von 1 %.
In Österreich wird die zusätzliche Regelung in der Satzung gefunden, in Belgien sind dies die „gecoördineerde statuten“, in Frankreich die „statuts de la société“ und in Italien die „statuto“. International sind dies „bylaws“ und „articles of association“.

## Niedrigste zusätzliche Meldeschwelle in Belgien
Der Paragraph 18 des Gesetzes von 2. Mai 2007 erlaubt Emittenten, dass deren Aktien an einem regulierten Markt gehandelt werden und für die Belgien das Sitzland ist, zusätzliche Meldeschwellen in ihren Satzungen festzulegen. Das Gesetz trat in Kraft durch den Königlichen Erlass vom 14. Februar 2008 über die Veröffentlichungspflichten von bedeutenden Stimmrechtsanteilen. Die niedrigste gesetzliche Meldeschwelle in Belgien ist 5 %. Während in der Satzung des Emittenten die niedrigstmögliche zusätzliche Meldeschwelle 1 % ist.
Die belgische Finanzmarktaufsicht Financial Services and Markets Authority veröffentlicht eine inoffizielle Liste der Emittenten, die zusätzliche Meldeschwellen in ihrer Satzung festgelegt haben. Es wird auch festgestellt, dass der Emittent die alleinige Verantwortung für die Richtigkeit der Angaben trägt.

## Niedrigste zusätzliche Meldeschwelle in Frankreich
In Frankreich müssen Investoren bedeutende Stimmrechtsmeldungen an die französische Finanzmarktaufsicht Autorité des marchés financiers melden. Gemäß dem Handelsgesetz vom 26. Juli 2005 ist die niedrigste gesetzliche Meldeschwelle bei Über- oder Unterschreitung 5 % (1/20). Gemäß Artikel L233-7 III wird dem Emittenten ermöglicht, zusätzliche Meldepflichten in seiner Satzung zu setzen. Die niedrigstmögliche zusätzliche Meldeschwelle darf nicht kleiner als 0,5 % sein.